# Башташ
Башташ — горный хребет на Южном Урале, на границе Салаватского района Башкортостана и Усть-Катавского городского округа Челябинской области. Вытянут в меридиональном направлении.
Длина хребта — 25 км (в РБ около 8 км), ширина — 8 км. Наивысшая точка — 796 м (в Челябинской области), в восточной части выступают 15 вершин высотой 450—780 м.
Состав: кварцитовидные песчаники, алевролиты и сланцы зильмердакской свиты верхнего рифея.
Ландшафты: на верхней части склонов — берёзовые и сосново-берёзовые леса на тёмно-серых лесных почвах, горные луга и луговые степи на чернозёмовидных почвах с богатым травостоем (более 100 видов). Нижние части склонов распаханы под сенокосы и пастбища.
На склонах хребта берут начало реки Сикияз и Лаклы (притоки реки Ай), Минка и Мягкий (притоки реки Юрюзань).
Этимология
В переводе с башкирского баш таш — главный камень.

## Случай
- Памятник в Баш-Ильчикеево